# Daugavpils Universitet
Daugavpils Universitet (lettisk: Daugavpils Universitāte) er et offentligt universitet i Daugavpils i det syd-østlige Letland, og det næststørste universitet i landet. Universitetet er den største uddannelsesinstitution i landskabet Latgale med fem fakulteter og lidt over 4.000 studerende.
Universitetet etableredes i 1921 som et lærerseminarium, og blev i 1923 navngivet Daugavpils Statslige Lærerinstitut. Omlægninger i det statslige pædagogiske system gjorde, at skolen i 1952 fik navnet Daugavpils Pædagogiske Institut. I 1993 konverteredes skolens status til et universitets og fik den 13. oktober 2001 sit nuværende navn.